# Limosina
Limosina är ett släkte av tvåvingar. Limosina ingår i familjen hoppflugor.

## Bildgalleri

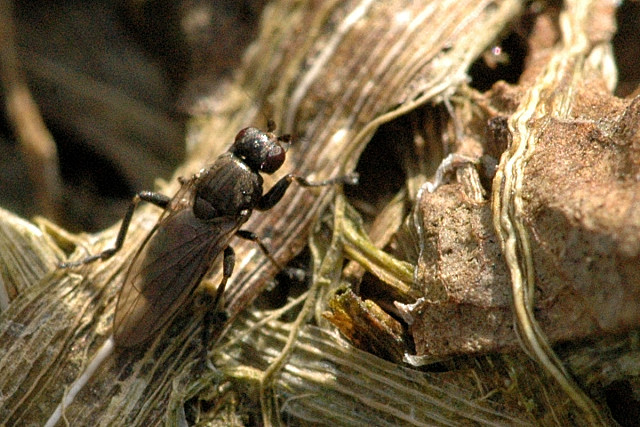
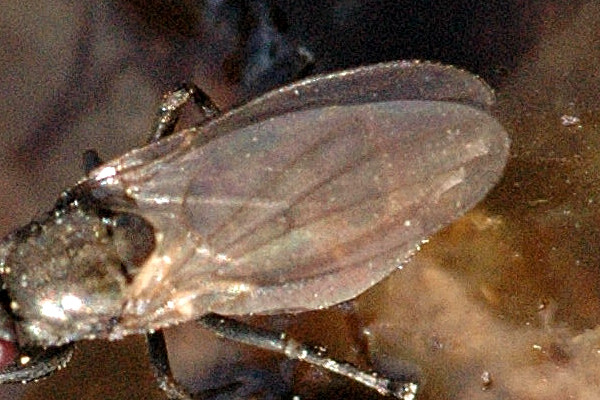
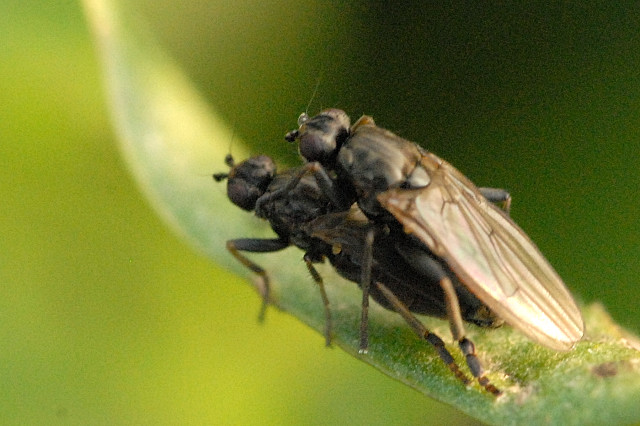

## Dottertaxa tillLimosina, i alfabetisk ordning[1][2]
- Limosina abbreviata
- Limosina aeneiventris
- Limosina agilis
- Limosina aldrichi
- Limosina alloneura
- Limosina anomala
- Limosina antipoda
- Limosina arcuata
- Limosina atrata
- Limosina baezi
- Limosina bequaerti
- Limosina bicolor
- Limosina bisangula
- Limosina boliviensis
- Limosina bovina
- Limosina brunneiptera
- Limosina cadaverina
- Limosina calcarifera
- Limosina cambrica
- Limosina carbonicolor
- Limosina cherangani
- Limosina chilenica
- Limosina ciliata
- Limosina citrina
- Limosina clarae
- Limosina claripennis
- Limosina coei
- Limosina collini
- Limosina consanguinea
- Limosina coprina
- Limosina corrivalis
- Limosina costata
- Limosina curtiventris
- Limosina curvitarsis
- Limosina czernyi
- Limosina czizeki
- Limosina darwini
- Limosina denticulata
- Limosina diadema
- Limosina divergens
- Limosina dolichoptera
- Limosina dudai
- Limosina duplisetaria
- Limosina eclecta
- Limosina flavena
- Limosina flavescens
- Limosina flavibacca
- Limosina flaviceps
- Limosina fusca
- Limosina fuscana
- Limosina geniculata
- Limosina ghaznavi
- Limosina glabra
- Limosina glabrocercata
- Limosina glarescens
- Limosina hackmani
- Limosina halterata
- Limosina heteroneuroides
- Limosina hirtipes
- Limosina horrida
- Limosina hungarica
- Limosina impressa
- Limosina interima
- Limosina karelica
- Limosina kaszabi
- Limosina keniaca
- Limosina kivuensis
- Limosina latipes
- Limosina levigena
- Limosina limpidipennis
- Limosina lineatarsata
- Limosina litoralis
- Limosina longecostata
- Limosina longicornuta
- Limosina longipennis
- Limosina ludibunda
- Limosina lugubris
- Limosina lutea
- Limosina macrosetitarsalis
- Limosina maculata
- Limosina magna
- Limosina manicata
- Limosina mediospinosa
- Limosina meijerei
- Limosina merdaria
- Limosina meruina
- Limosina meszarosi
- Limosina microtophila
- Limosina minima
- Limosina minimella
- Limosina moesta
- Limosina mollis
- Limosina monorbiseta
- Limosina munda
- Limosina nana
- Limosina nigroscutellata
- Limosina nitens
- Limosina nitida
- Limosina niveipennis
- Limosina notatipennis
- Limosina nudipes
- Limosina obscuripennis
- Limosina obtusipennis
- Limosina opaca
- Limosina orbicularis
- Limosina pallicornis
- Limosina pallipes
- Limosina palmata
- Limosina pappi
- Limosina paraczizeki
- Limosina paraflavipes
- Limosina parafungicola
- Limosina paralbinveris
- Limosina paralineatarsata
- Limosina paraminima
- Limosina paramoesta
- Limosina parapenetralis
- Limosina parapusio
- Limosina paratalparum
- Limosina paravitripennis
- Limosina phycophila
- Limosina piscina
- Limosina pleurofasciata
- Limosina plumbea
- Limosina plumiseta
- Limosina popularis
- Limosina propecaeca
- Limosina propulsa
- Limosina pseudoalbinervis
- Limosina pseudoleucoptera
- Limosina pseudoluteilabris
- Limosina pseudonivalis
- Limosina pseudosetitarsalis
- Limosina pteremoides
- Limosina ptermoides
- Limosina pumila
- Limosina pumilio
- Limosina puncticorpoides
- Limosina putris
- Limosina pygmaea
- Limosina quadrisetosa
- Limosina quisquilia
- Limosina regularis
- Limosina rennelli
- Limosina rohaceki
- Limosina rozkosnyi
- Limosina rufa
- Limosina rufilabris
- Limosina rufipes
- Limosina scutellata
- Limosina secundaria
- Limosina setilaterata
- Limosina setitarsalis
- Limosina sicana
- Limosina silvatica
- Limosina similisima
- Limosina similissima
- Limosina simplex
- Limosina simplicipes
- Limosina soikai
- Limosina spinifemorata
- Limosina spinosa
- Limosina splendens
- Limosina subbrevipennis
- Limosina subinerea
- Limosina submaculata
- Limosina sudetica
- Limosina talparum
- Limosina tarsata
- Limosina tenebrosa
- Limosina terrestris
- Limosina thomasi
- Limosina tibialis
- Limosina tristis
- Limosina umbrosa
- Limosina unica
- Limosina varicolor
- Limosina v-atrum
- Limosina verticella
- Limosina villosa
- Limosina vittata
- Limosina xanthographa